# Moses Montefiore

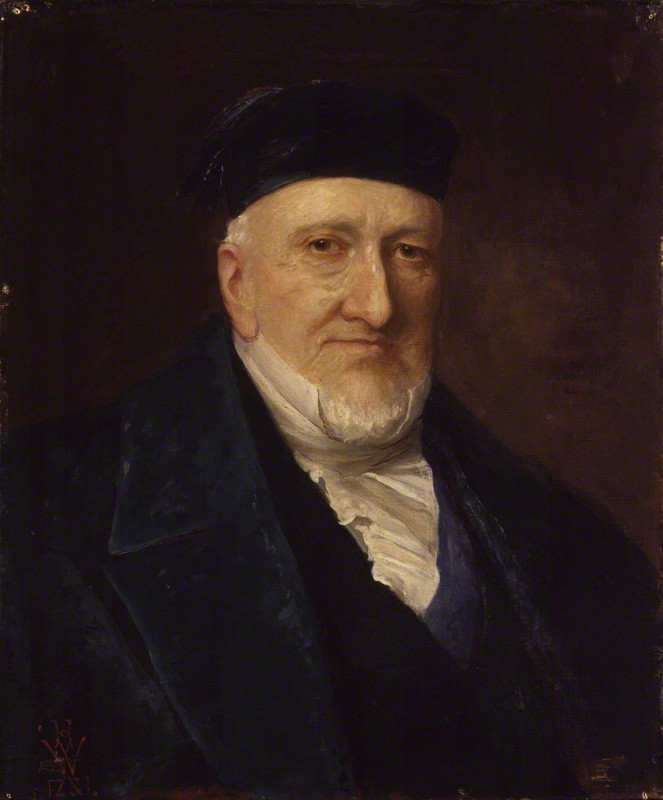
Moses Montefiore (1881)

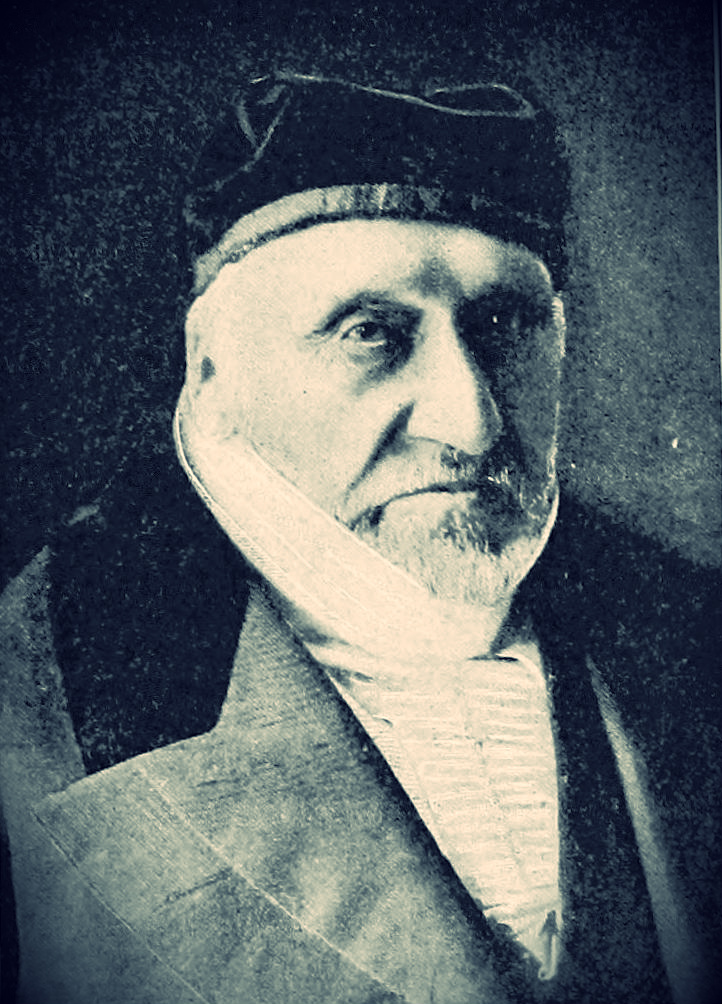
Moses Montefiore an seinem 100. Geburtstag (1884)

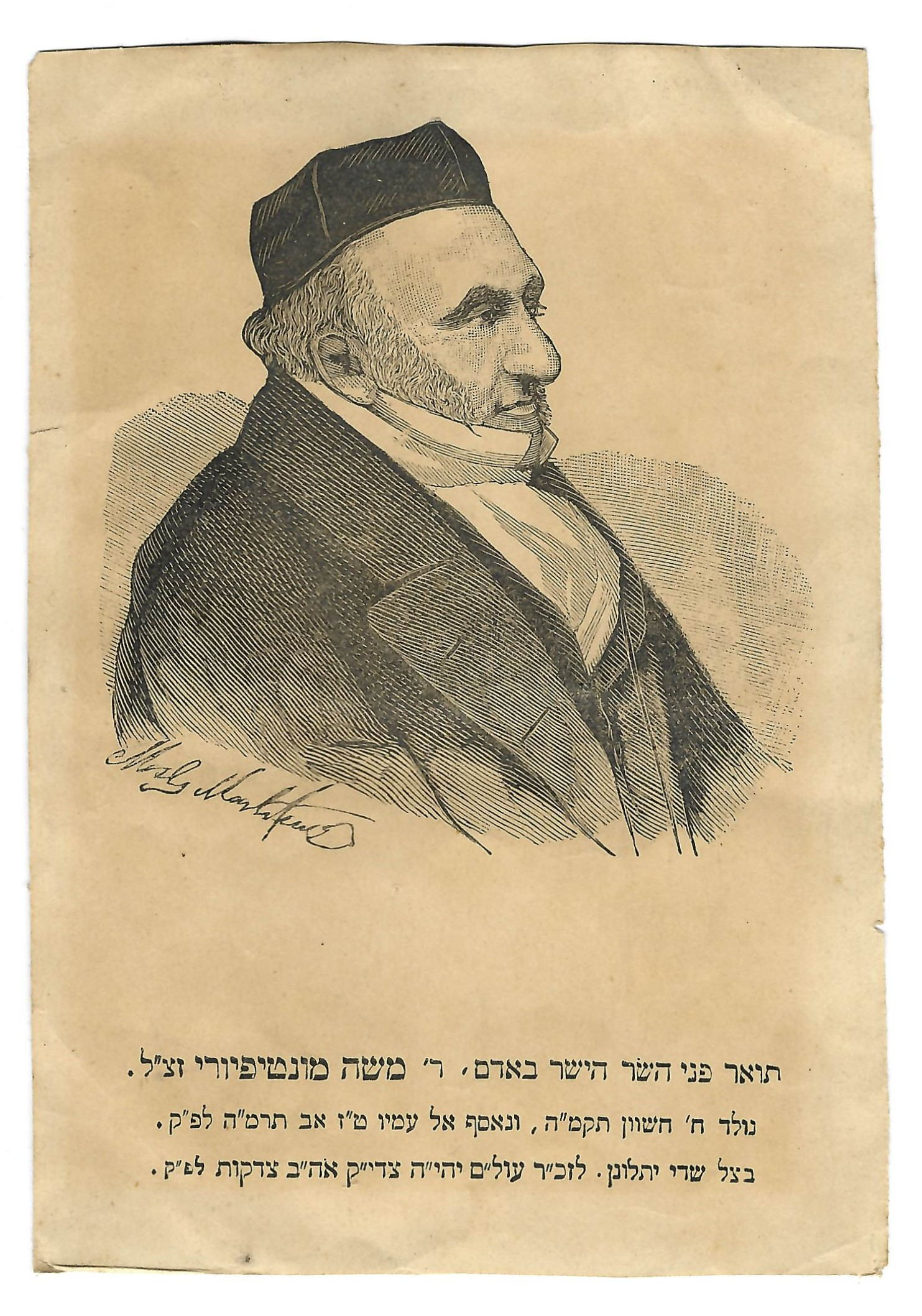
Lichtdruck von Moses Montefiore, in der Sammlung des Jüdischen Museums der Schweiz, 1885–1900

Sir Moses Montefiore, 1. Baronet FRS (auch Montefiori; * 24. Oktober 1784 in Livorno, Italien; † 28. Juli 1885 in Ramsgate, Kent) war ein britischer Unternehmer und sephardisch-jüdischer Philanthrop, der als ein Vordenker des Zionismus gilt.

## Leben
Moses Montefiore entstammte einer alten italienisch-jüdischen Familie. Seine Eltern Joseph Elias Montefiore und Rachel Montefiore hatten knapp ein Jahr vor seiner Geburt geheiratet. Moses Montefiore war das erste Kind des Paares. Wie viele andere italienische Juden übernahm die Familie ihren Herkunftsort in ihren Familiennamen. Bei den Montefiores war dies die norditalienische Stadt Montefiore Conca in der Emilia-Romagna. Das Ehepaar lebte zu dieser Zeit bereits in London. Joseph Elias Montefiore musste geschäftlich nach Italien reisen und seine Frau bestand darauf mitzukommen. So wurde Moses Montefiore dann in Livorno geboren.
Montefiore wuchs in London auf. Nach der Schule begann er im Teehandel zu arbeiten und wurde einer der zwölf Jew brokers der City. 1812 heiratete er Judith Cohen, eine Tochter von Levi Barent Cohen, deren Schwester Nathan Mayer Rothschild heiratete. 1824 zog er sich aus dem mit dem Bruder Abraham geführten Geschäft zurück und widmete sich politischen Tätigkeiten.
Nach seiner ersten Palästina-Reise im Jahre 1827 wurde er zu einem strenggläubigen Juden und fasste den Plan, die Emigration nach Eretz Israel finanziell wie auch durch industrielle und landwirtschaftliche Ansiedlungen zu befördern. Als höchster Verwaltungsbeamter (Sheriff of London ab 1837) wurde der beinahe zwei Meter messende Montefiore am 13. November 1837 von Königin Victoria als Knight Bachelor geadelt, 1845 zum High Sheriff of Kent ernannt und am 23. Juli 1846, als erster britischer Jude, zum erblichen Baronet, of East Cliff-lodge in the Isle of Thanet and County of Kent, erhoben.
In der Zeit von 1835 bis 1874 war Montefiore mit mehreren Unterbrechungen Präsident des Board of Deputies of British Jews, der bedeutendsten Organisation des britischen Judentums. 1840 wurde er in den Nahen Osten gesandt, um zusammen mit dem Franzosen Adolphe Crémieux und dem Orientalisten Salomon Munk in der Damaskusaffäre zu vermitteln, was ihnen erfolgreich gelang. Nach wochenlangen Verhandlungen mit dem ägyptischen Gouverneur konnte eine Freilassung der beschuldigten Juden aus Damaskus sowie eine rechtliche Gleichstellung der ägyptischen Juden mit anderen religiösen Gruppen erwirkt werden.
Montefiore setzte sich auch für die Belange der russischen Juden ein und reiste 1846 von England nach Russland, um die von Zar Nikolaus I. vorgesehene zwangsweise Einziehung der dortigen Juden in die russische Armee zu verhindern. Ab 1839 wurde er auf all seinen Reisen vom Orientalisten Louis Loewe begleitet, der als sein Dolmetscher und Sekretär in sämtlichen orientalischen Sprachen, einschließlich Hebräisch, sowie als Assistent in seinen öffentlichen Aktivitäten amtierte.

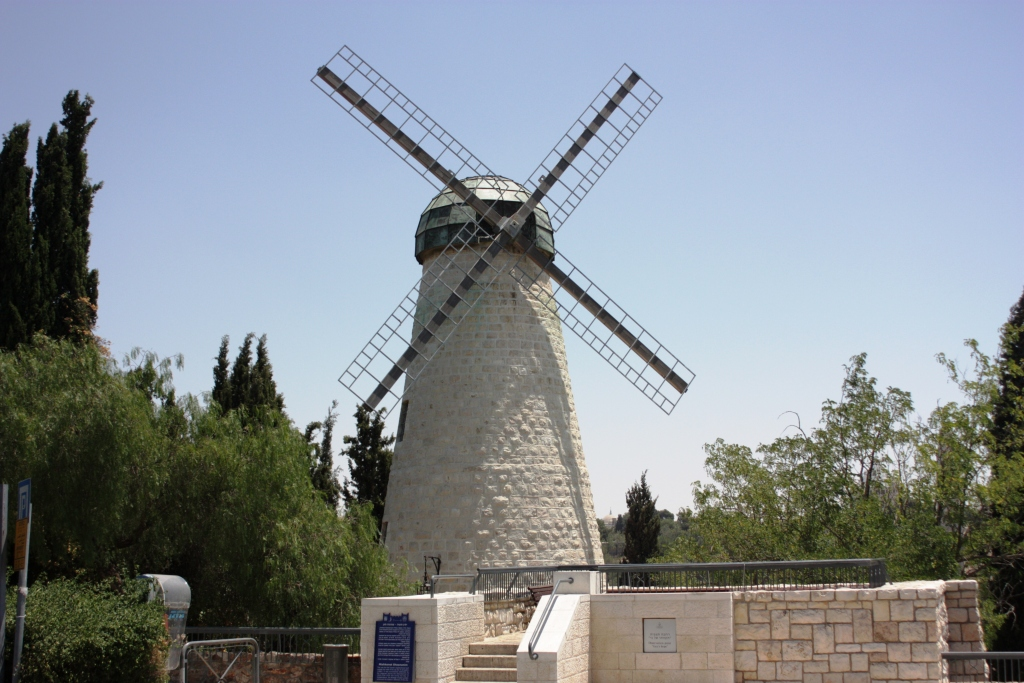
Montefiores Windmühle, 2009

1857 ließ er außerhalb der Jerusalemer Altstadt zwanzig Häuser (Mischkenot Scha’ananim) und eine achtzehn Meter hohe Windmühle – in der heute Schriftsteller-Stipendiaten untergebracht werden – bauen. Um die Verfolgung von Juden zu verhindern, reiste er außerdem 1863 nach Marokko und 1867 nach Rumänien.
Montefiore war ein Mitglied im Bund der Freimaurer, seine Mutterloge war die Mount Moriah Lodge in London. Noch heute tragen Freimaurerlogen wie beispielsweise die 1864 gegründete Loge in London, die 1888 gegründete Loge in Glasgow und die 1996 gegründete Loge in Tel Aviv seinen Namen.
Da er keine Kinder hinterließ, erlosch sein Baronet-Titel bei seinem Tod 1885.

## Ehrungen
- Von der in Warschau lebenden zionistischen Gemeinde wurde die Ohel-Mosche-Synagoge (Warschau) begründet und nach ihm benannt.
- Im Victoria and Albert Museum in London befindet sich der über 30 kg schwere Montefiore-Tafelaufsatz aus Silber, den Montefiore anlässlich seiner erfolgreichen Vermittlung in der Damaskusaffäre erhielt.